# Kunsthalle d'Emden
La Kunsthalle d'Emden (Fondation Henri et Eske Nannen, Donation Otto Van de loo) est un musée d'art allemand à Emden en Frise orientale.
Les collections du musée comprennent plus de 1 500 œuvres.

La Kunsthalle en décembre 2007.

La Kunsthalle en avril 2008.

## Collections
Le musée a participé à la première restitution d'un tableau de la collection Littmann, confisquées par la Gestapo.

## Sources
- (de) Cet article est partiellement ou en totalité issu de l’article de Wikipédia en allemand intitulé « Kunsthalle in Emden » (voir la liste des auteurs).